# Sawei
Le sawei ou sawëy est un système de relations hiérarchiques entre les îles Yap et les îles extérieures de Yap, dans les États fédérés de Micronésie dans la partie occidentale de l'océan Pacifique. Il a fonctionné pendant cinq siècles avant que les colons allemands puis japonais n'interdisent les voyages inter-îles. Bien que les Yapais n'aient eu qu'une hégémonie réelle très limitée sur ces îles, ce système fournissait des avantages appréciables pour l'ensemble des parties, notamment économique pour les îles extérieures, et politique pour Yap (d'où le terme Empire de Yap),.

Localisation de l'état de Yap au sein des États fédérés de Micronésie et géographie de l'état
États fédérés de Micronésie.
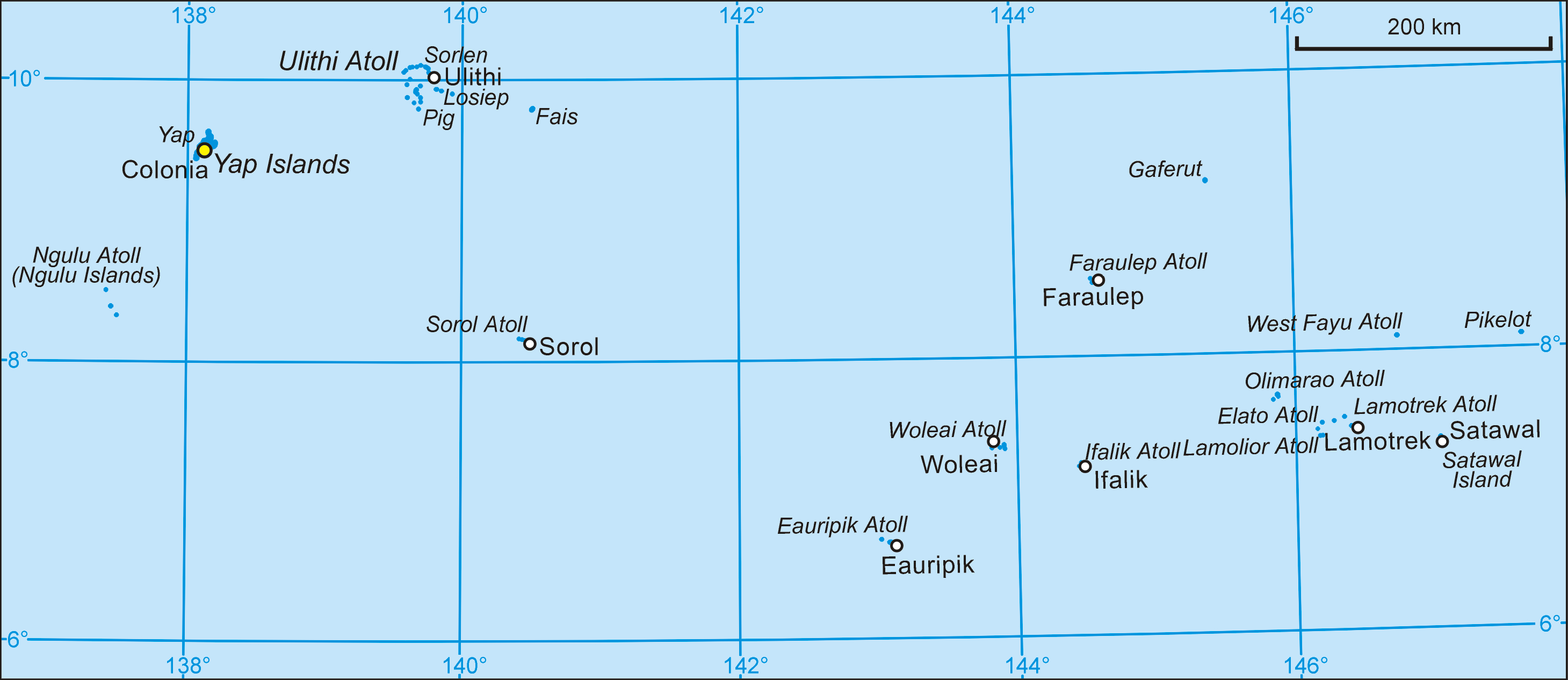
État de Yap.

Le rang des communautés progressait de l'est vers l'ouest et atteignait son degré le plus élevé dans les villages de Gatchpar et Wanyaan dans la municipalité de Gagil sur l'île de Yap. Du fait de leur proximité avec l'île de Yap, l'atoll d'Ulithi et l'île de Fais bénéficiaient d'un statut spécial. Chaque île entretenait des relations diadiques avec une île qui lui était supérieure et une autre qui lui était inférieure. Ces échanges ont consisté en tributs envoyés vers l'est, par exemple du bambou, du curcuma et des denrées alimentaires, et en cadeaux signifiant l'hommage transmis vers l'ouest. Ces derniers sont des ceintures de coques de noix de coco ou de coquillages, des textiles tissés à base de fibres de bananier, des cordes de fibres de noix de coco, des voiles, des tapis de feuilles de pandanus tressées, etc.,. La valeur accordée aux tissus était corrélée à leur complexité : un bateau ne partait donc jamais vers les îles Tap sans machi. Une île devait assistance à une île qui lui était de statut inférieur, notamment en cas de tempête ou de typhon. Une fois tous les deux ou trois ans, les émissaires de chacune des petites îles coralliennes, en commençant par les plus à l'est, naviguaient vers l'ouest jusqu'à Yap. À chaque île, en cours de route, des bateaux supplémentaires se joignaient à la flotte, jusqu'à ce que l'armada entière atteigne Yap, où elle rendait hommage aux chefs de Gagil. En retour, les insulaires pouvaient si nécessaire compter sur la nourriture et le refuge à Yap.

Schéma figurant les relations entre les îles micronésiennes dans le cadre du sawei.